# Serafina González de Hoyos
María Serafina González de Hoyos (n. - fall. en Salta, Argentina 7 de septiembre de 1851) fue la mujer del general Juan Antonio Álvarez de Arenales, y es considerada una de las patricias argentinas. Dejó numerosa descendencia, entre ella, dos Presidentes de la República; su nieto José Evaristo Uriburu y su bisnieto el general José Félix Uriburu.

## Biografía
Nació en la Ciudad de Salta en el seno de una familia criolla, hija de Bonifacio González de Hoyos y María Martina de Torres Gaete. En su ciudad natal contrajo enlace con Juan Antonio Álvarez de Arenales, quien se convertiría en uno de los principales comandantes en la lucha por la emancipación americana. Emparentada con importantes personajes de la época, siendo tía directa del Dr. Juan Antonio Fernández.  
Residía con su familia en la estancia Pampa Grande en Guachipas, Salta, pero la participación de su esposo en la larga y dura guerra del frente norte la mantuvo en constante incertidumbre y obligó a desplazarse en numerosas oportunidades. 
La tradición refiere que el 25 de mayo de 1814 soñó con su marido quien le pedía agua angustiosamente. Anotó la fecha y supo luego que ese día su marido había sido gravemente herido en la batalla de La Florida.
Durante 7 años permaneció con sus numerosos hijos emigrada en la provincia de Tucumán mientras su esposo permanecía en Chile y Perú. Quedó viuda en 1831, encontrándose lejos de su marido en el momento de su muerte. Falleció en Salta el 4 de agosto de 1851.